# Passenger Side
 (novembre 2015).
Si vous disposez d'ouvrages ou d'articles de référence ou si vous connaissez des sites web de qualité traitant du thème abordé ici, merci de compléter l'article en donnant les références utiles à sa vérifiabilité et en les liant à la section « Notes et références ».
Pour plus de détails, voir Fiche technique et Distribution.
Passenger Side est une comédie dramatique canadienne réalisée en 2009 par Matthew Bissonnette et produit par Corey Marr.
Le film a été diffusé pour la première fois en 2009 au Festival du film de Los Angeles et a ensuite été présenté à de nombreux festivals comme le Festival International du Film de Toronto, le Festival du film de Londres et le Austin Film Festival.
Le film est ensuite sorti en salles en mai 2009 au Canada et le 1er avril 2011 au Royaume-Uni.

## Synopsis
Le jour de ses trente-sept ans, Michael reçoit un appel inattendu de son frère Tobey qu'il n'a pas vu depuis des années.
Michael accepte d'accompagner son frère dans une déambulation en voiture à travers les rues de Los Angeles, à la recherche de drogues bon marché ; à moins que ce ne soit du sens de leur vie...

## Fiche technique
- Réalisation : Matthew Bissonnette
- Scénario : Matthew Bissonnette
- Producteurs : Adam Scott, Corey Marr, Matthew Bissonnette
- Sociétés de production : Corey Marr Productions
- Distribution : Strand Releasing, IFC Films, Corey Marr Productions, Axiom Films
- Pays de production :  Canada
- Langue : anglais
- Genre : Drame, Road-movie
- Durée : 85 minutes
- Dates de sortie : mai 2009

## Distribution
- Adam Scott : Michael
- Joel Bissonnette (en) : Tobey
- Vitta Quinn : Carla
- Dimitri Coats : Goofus
- Victor Martinez : Alberto
- Roberto Enrique : Manuel
- Penelope Allen : Henrietta
- Kimberly Huie : Laurie
- Greg Dulli : le réalisateur
- Gale Harold : Karl
- Maja Miletich : Karen
- Rachael Santhon : Anna
- Robin Tunney : Theresa